# Redresseur au sélénium

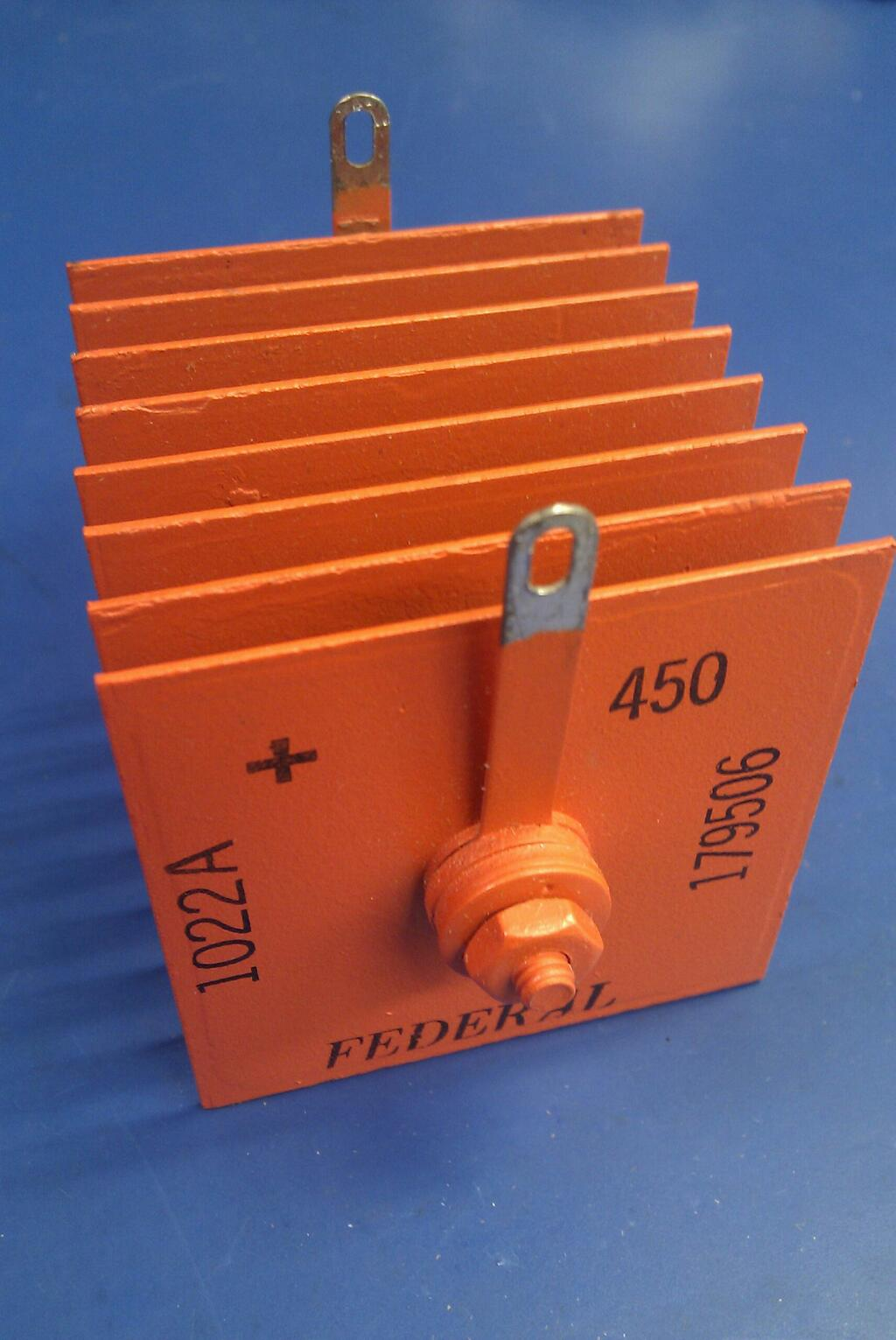
Un redresseur au sélénium.

Un redresseur au sélénium est un type de redresseur utilisant le sélénium, inventé en 1933. Ce type de redresseur a été utilisé dans les alimentations d'équipements électroniques et dans des chargeurs de batterie à courant élevé, jusqu'à ce qu'il soit remplacé par l'utilisation de diodes au germanium dans les années 1960, puis au silicium dans les années 1970.
Les propriétés photoélectriques et de redressement du sélénium ont été observées par C. E. Fitts autour de 1886, mais des redresseurs pratiques n'ont pas été fabriqués en série avant les années 1930. La cellule de sélénium supporte une tension plus élevée que les anciens redresseurs à l'oxyde de cuivre, mais à un courant plus faible par unité de surface.